# Ettenbostel
Koordinaten: 52° 47′ 34″ N, 9° 42′ 21″ O

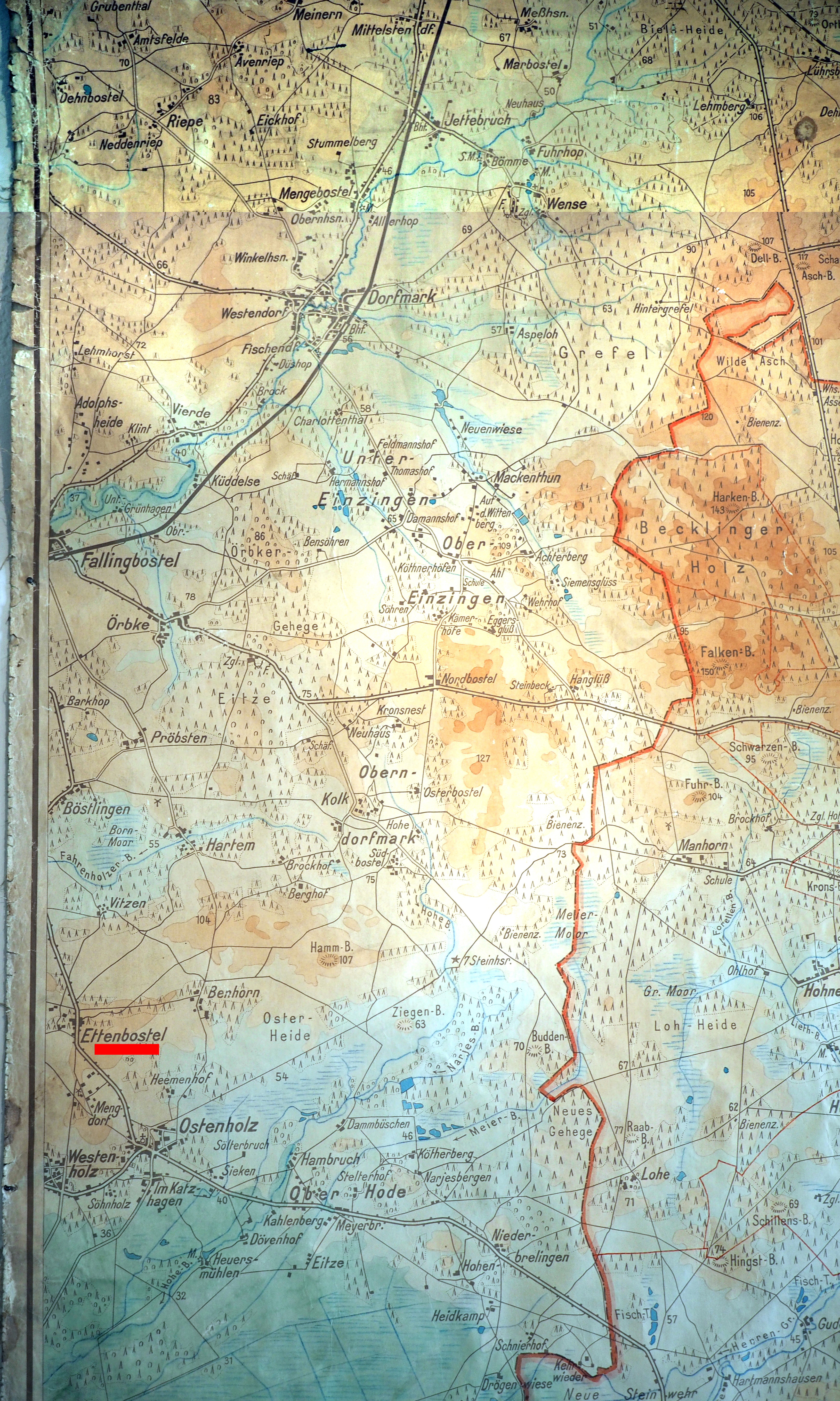
Historische Karte der Ostheidmark

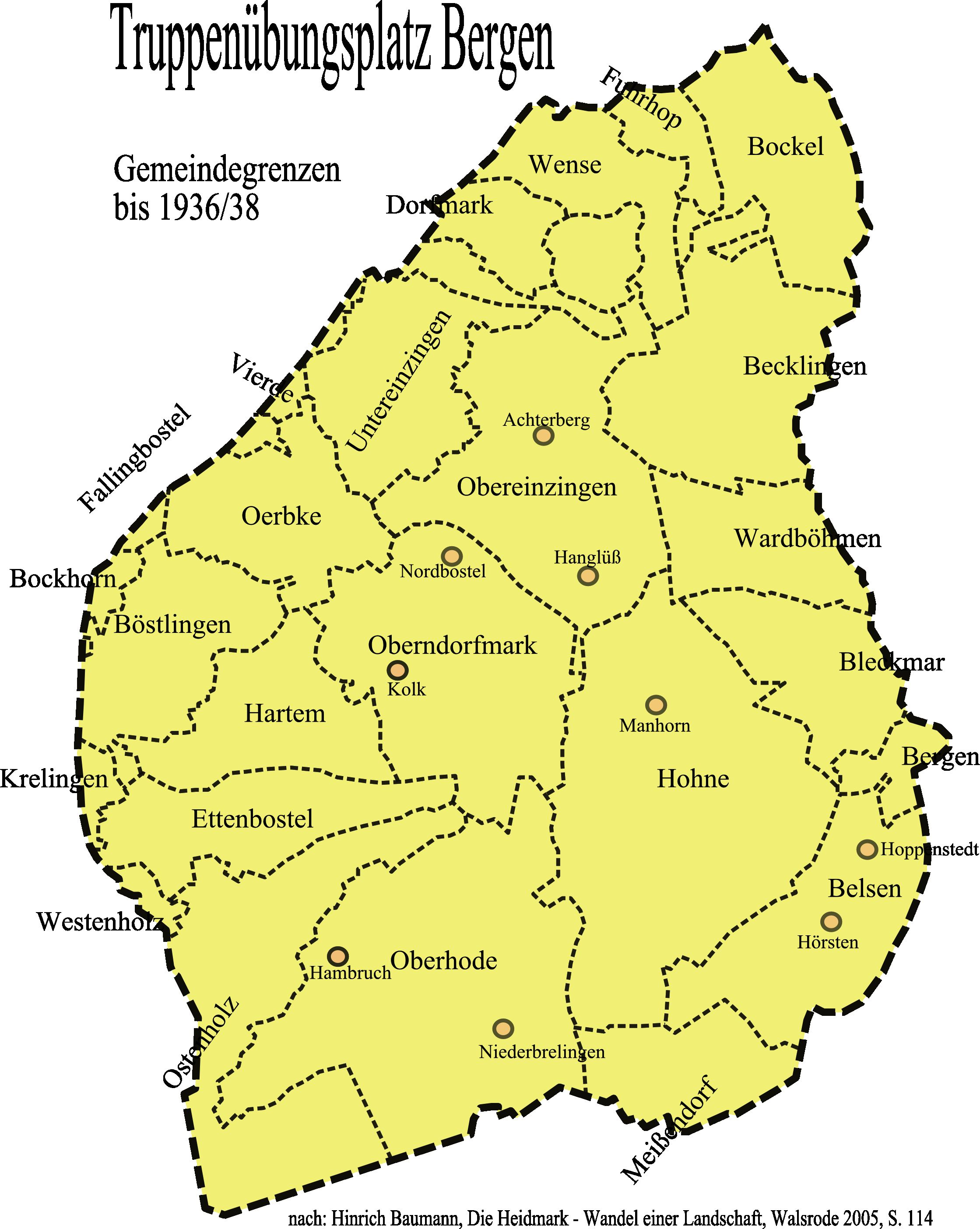
Die ehemalige Gemeinde Ettenbostel im Westen des Truppenübungsplatzes Bergen

Ettenbostel ist ein Wohnplatz der Gemarkung Hartem im gemeindefreien Gebietes Osterheide, im Landkreis Heidekreis, (Niedersachsen). Ettenbostel war eine Gemeinde in der Ostheidmark im Altkreis Fallingbostel. Zu der Gemeinde gehörten auch die Dörfer Benhorn und Mengdorf.

## Geschichte
Ettenbostel hieß einst Ettingeborstelde und wurde anno 1218 in der Urkunde 9 des Klosters Walsrode erstmals erwähnt. Der alte Name wird übersetzt als Bauerschaft des Etto, mithin eine Sippensiedlung nach dem Sippenältesten Etto so genannt. Im Schatzregister Celle sind 1438 für diesen Ort bereits fünf Höfe verzeichnet. Durch seine Lage an einem Hauptverkehrsweg hat Ettenbostel im Dreißigjährigen Krieg besonders stark gelitten, sich aber sehr schnell wieder davon erholt.
Benhorn heißt 1330 noch „benninghehorne“ (die Siedlung der Sippe des Benno), welches ein langobardischer Personenname ist. Die älteste Nachricht über den Ort verzeichnet der Historiker Sudendorf in der Urkunde 495, Band 1. 1330 gestattet der Knappe Johann von Vulle den Herzögen Otto III und Wilhelm II von Braunschweig-Lüneburg die Wiedereinlösung des Gutes Benhorn.
Der Heimatforscher Hans Stuhlmacher bezeichnet den Mühlengrund, ein Trockental östlich von Ettenbostel und Benhorn in Richtung Sieben Steinhäuser, als "schönste Urheidelandschaft des Altkreises Fallingbostel.
Die Heidebauern sicherten ihr Überleben durch die Schnuckenhaltung. Erst als es im 19. Jahrhundert gelang den Ortstein zu brechen und Ackerböden zu kultivieren, der Mergel entdeckt wurde, Kunst- und Gründünger aufkamen, rückte die Heidschnuckenhaltung in den Hintergrund (siehe Entwicklung der Landwirtschaft in der Heidmark).
Im Zuge der Errichtung des Truppenübungsplatzes Bergen erfolgte vom Sommer 1935 bis Mai 1936 die Umsiedlung der Bevölkerung und Räumung des gesamten Gebietes. Die Hofbesitzer wurden entschädigt, die Gebäude wurden zum größten Teil abgerissen (siehe Heidmark#Zerstörung der Ostheidmark in der Zeit des Nationalsozialismus). Die Gesamtgröße des Gemeindegebietes betrug 1345 Hektar, davon sind 750 ha in den Truppenübungsplatz gefallen.

### Einwohnerentwicklung
Ettenbostel und Benhorn hatten folgende Einwohnerentwicklung:

1770 – 121 Einwohner

1821 – 158 Einwohner

1933 – 173 Einwohner

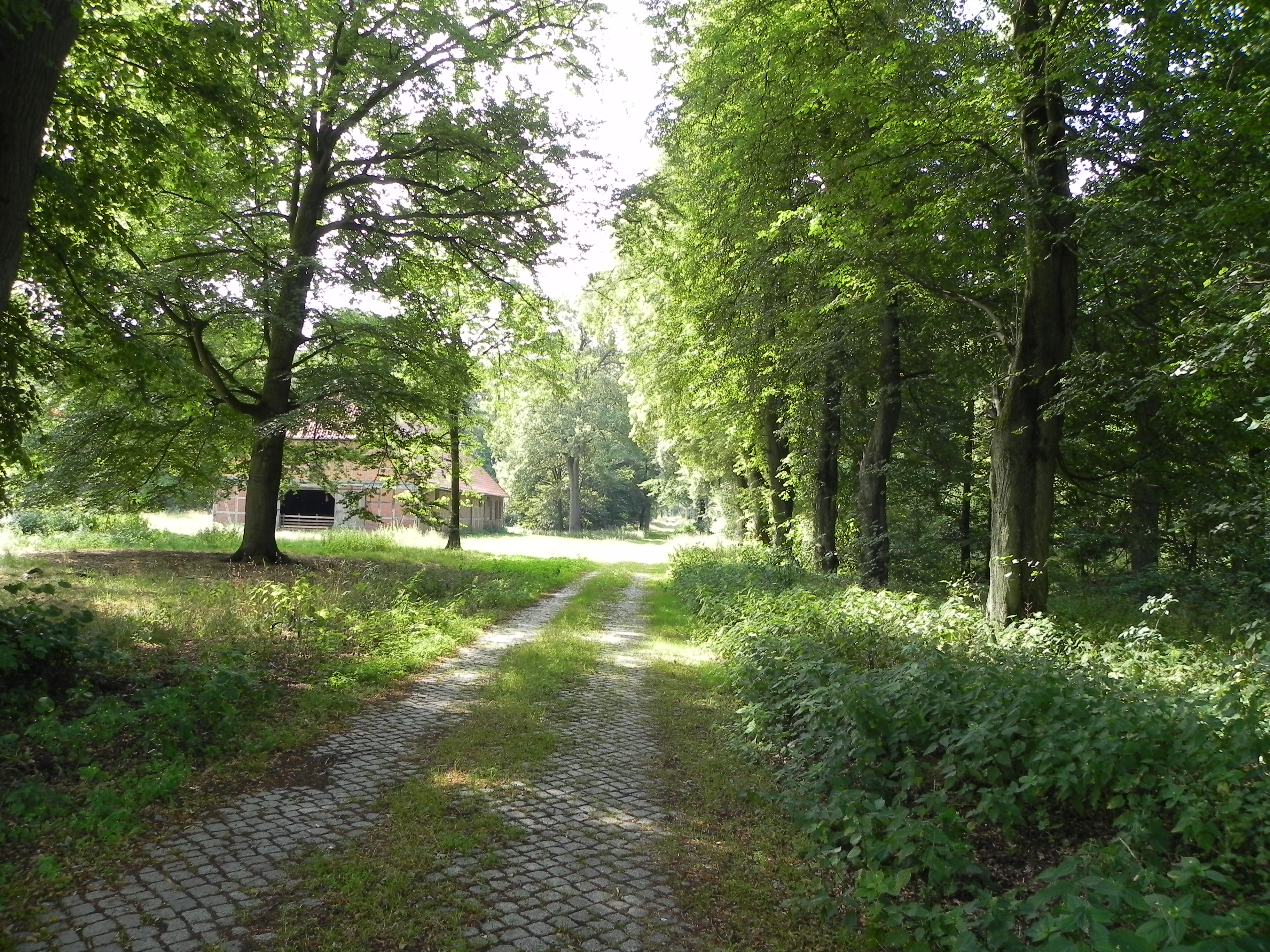
Dorfstraße im ehemaligen Ettenbostel (2010)
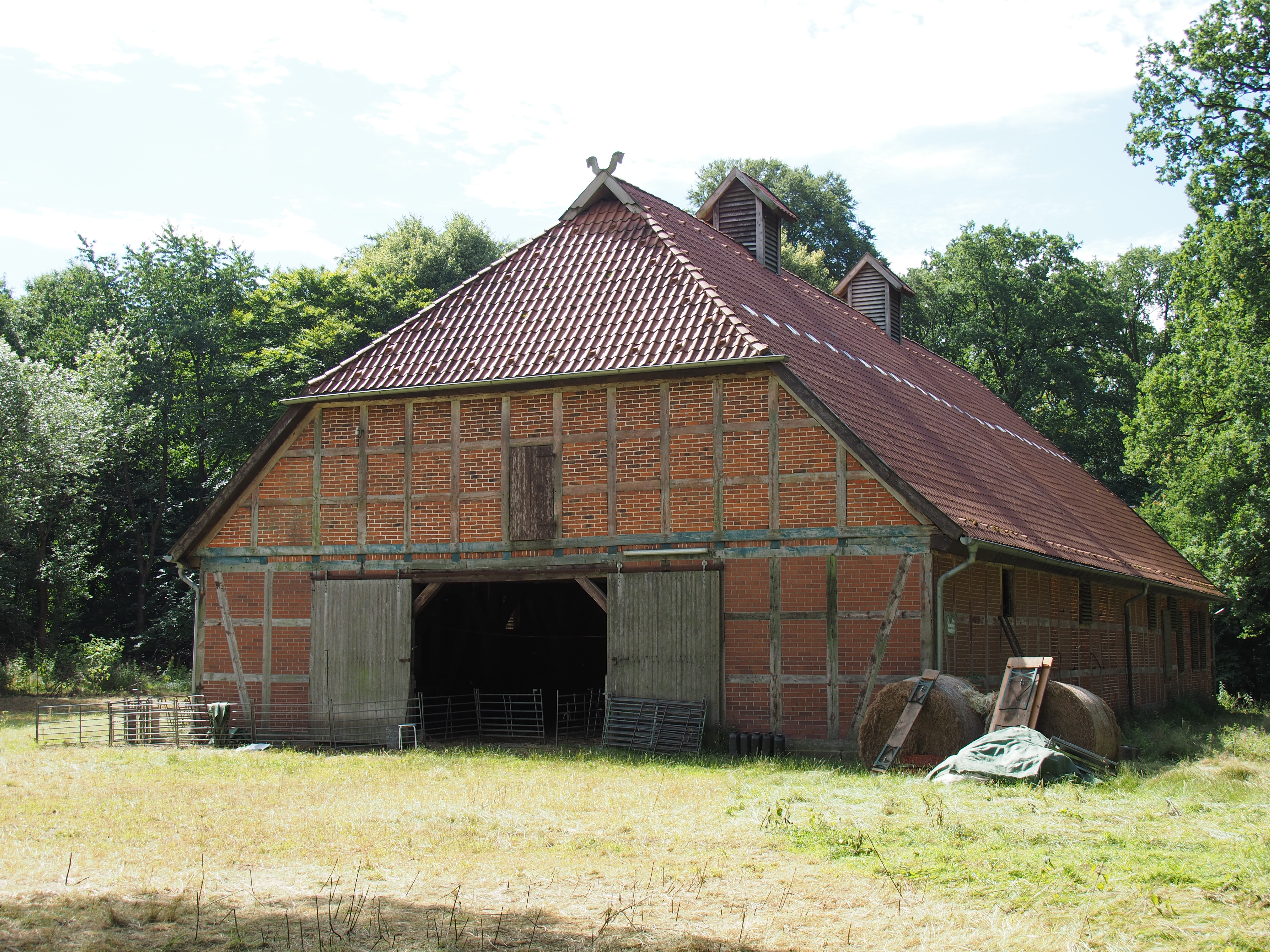
Stallgebäude im ehemaligen Ettenbostel (2016)
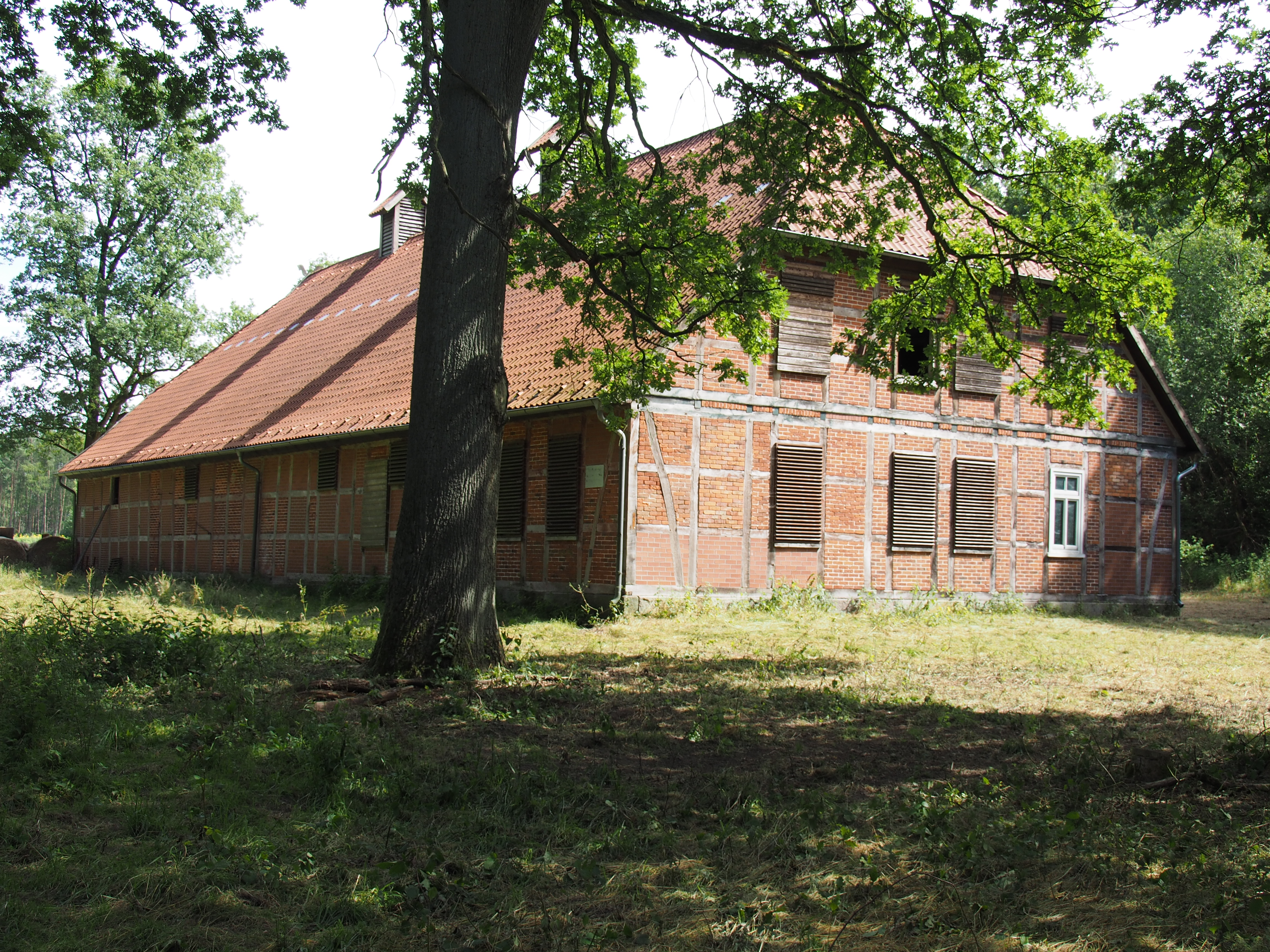
Stallgebäude im ehemaligen Ettenbostel (2016)